# Округ Асампшон (Луизијана)
Асампшон (енгл. Assumption Parish) је округ у америчкој савезној држави Луизијана.

## Демографија
По попису из 2010. године број становника је 23.421, што је 33 (0,1%) становника више него 2000. године.
| Група             | 2000.          | 2010.          |
| Белци             | 15.565 (66,6%) | 15.442 (65,9%) |
| Афроамериканци    | 7.371 (31,5%)  | 7.141 (30,5%)  |
| Азијати           | 55 (0,2%)      | 58 (0,2%)      |
| Хиспаноамериканци | 284 (1,2%)     | 498 (2,1%)     |
| Укупно            | 23.388         | 23.421         |